# Монтеканино (Рим)
Монтеканино је насеље у Италији у округу Рим, региону Лацио.
Према процени из 2011. у насељу је живело 50 становника. Насеље се налази на надморској висини од 415 м.